# Islamitisch socialisme
Het islamitisch socialisme is een ideologie die probeert de islamitische beginselen van rechtvaardigheid te verzoenen met het socialisme. Het islamitisch socialisme is in de regel een niet-marxistische vorm van het socialisme en aanhangers keren zich zowel tegen het communisme als het kapitalisme. Net als de meeste religieus-socialistische stromingen is het islamitisch socialisme niet gekant tegen privébezit, maar uitgaande van de gedachte dat al het bezit en alle rijkdom van Allah komt, ziet men het als een verplichting om middels belastingheffingen en herverdeling van de rijkdom te komen tot een meer rechtvaardige samenleving. Zakat, het doen van liefdadigheid, een van de vijf zuilen van de islam, geldt als de voornaamste inspiratiebron voor islamitisch socialistisch beleid. Kapitalisme wordt door hen gezien als een vorm van afgoderij, omdat het vereren van een godheid naast Allah als blasfemisch wordt gezien. Scheiding van moskee en staat wordt afgewezen, maar de invloed van godsdienstgeleerden en de geestelijkheid op het landsbestuur wordt evenwel van de hand gewezen.
Veel orthodoxe moslims zijn tegenstanders van het islamitisch socialisme omdat het volgens hen leidt tot onteigening van privébezit. Men staat in deze kringen in de regel ook afkerig t.o.v. nationalisaties en landhervormingen.
De opleving van allerlei conservatieve en fundamentalistische stromingen binnen de islam sinds de jaren zeventig, maar vooral ook de islamitische revolutie in Iran (1979), hebben bijgedragen tot een verminderde invloed van het islamitisch socialisme.

## Bekende islamitische socialisten
- Gamal Abdel Nasser (1918-1970), eerste president van Egypte 1956-1970
- Moammar al-Qadhafi (1942-2011)[1], leider van Libië 1969-2011
- Mohammed Rashid Ridha (1865-1935), Brits-Indisch theoloog
- Mohammed Iqbal (1877-1938), Brits-Indisch filosoof
- Siad Barre (1910-1995), president van Somalië 1969-1991
- Agus Salim (1884-1954), Indonesisch journalist, diplomaat en staatsman
- Ali Shariati (1933-1977), Iraans revolutionair
- Moktar Ould Daddah (1924-2003), eerste president van Mauritanië 1960-1978

## Islamitisch socialistische partijen
- Iraanse Volksmoedjahedien
- Libische Nationale Volksbeweging
- Libische Arabische Socialistische Unie
- Mauritaanse Volkspartij